# Hailes Castle
Hailes Castle ist eine Burgruine etwa 2,5 km südwestlich von East Linton in der schottischen Council Area East Lothian. Die größtenteils aus dem 14. Jahrhundert stammende Burg an einem Flussufer gehörte die meiste Zeit der Familie Hepburn. Seit 1926 steht sie unter Verwaltung des schottischen Staates; heute ist die zuständige Behörde Historic Scotland. Die Ruine ist öffentlich zugänglich, der Eintritt ist frei.

## Besitzer
Die Burg entstand vor 1300 als befestigtes Tower House für Hugo de Gourlay, was sie zu einem der ältesten Beispiele seiner Art in Schottland macht. Die Oberhoheit über die Ländereien wurde von den Earls of Dunbar and March gehalten. Die De Gourlays, eine Familie aus Northumbria, unterstützte in den schottischen Unabhängigkeitskriegen die Engländer, und so hatten sie ihre Ländereien an die schottische Krone verwirkt. Hailes Castle und die zugehörigen Ländereien wurden an einen weiteren Mann aus Northumbria, Sir Adam de Hepburn († vor 1371) vergeben, der in der Regierungszeit von König David II. eine Charta für die Ländereien von Traprain, Southalls und Northalls (heute vereinigt zu Hailes) in Haddingtonshire ebenso wie für die Ländereien von Mersingtoun, Cockburnspath und Rollanstoun in Berwickshire besaß.
Am 20. Dezember 1451 erhielt Sir Patrick Hepburn, 1. Lord Hailes, eine Charta der Krone über die Herrschaft von Hailes und andere Herrschaften und Ländereien, die seine Vorgänger einst erblich als die Earls of March besaßen, die sie wiederum für die Krone hielten; ebenso die Ländereien von Prendergast oberhalb von Ayton und andere im Sheriffsbezirk Berwick, mit allen Rechten an den Ländereien, die vorher George Dunbar, Earl of March, gehalten und verwirkt hatte. Dies alles wurde im neuen Baronat Hailes zusammengefasst. Er war einer der Erhalter der Waffenruhen mit den Engländern 1449, 1451–1457 und 1459. Man glaubt, dass Sir Patrick Hepburn die Burg stark ausbauen ließ. Ein massiver Turm mit mindestens vier Stockwerken wurde westlich der bisherigen Gebäude errichtet, ebenso wie ein niedrigerer Turm im Osten, sodass sich ein langer Nordflügel ergab, der sich über dem Tyne abzeichnete. Die dicke Kurtine der Burg mag auf das 13. Jahrhundert zurückgehen.

## Belagerungen

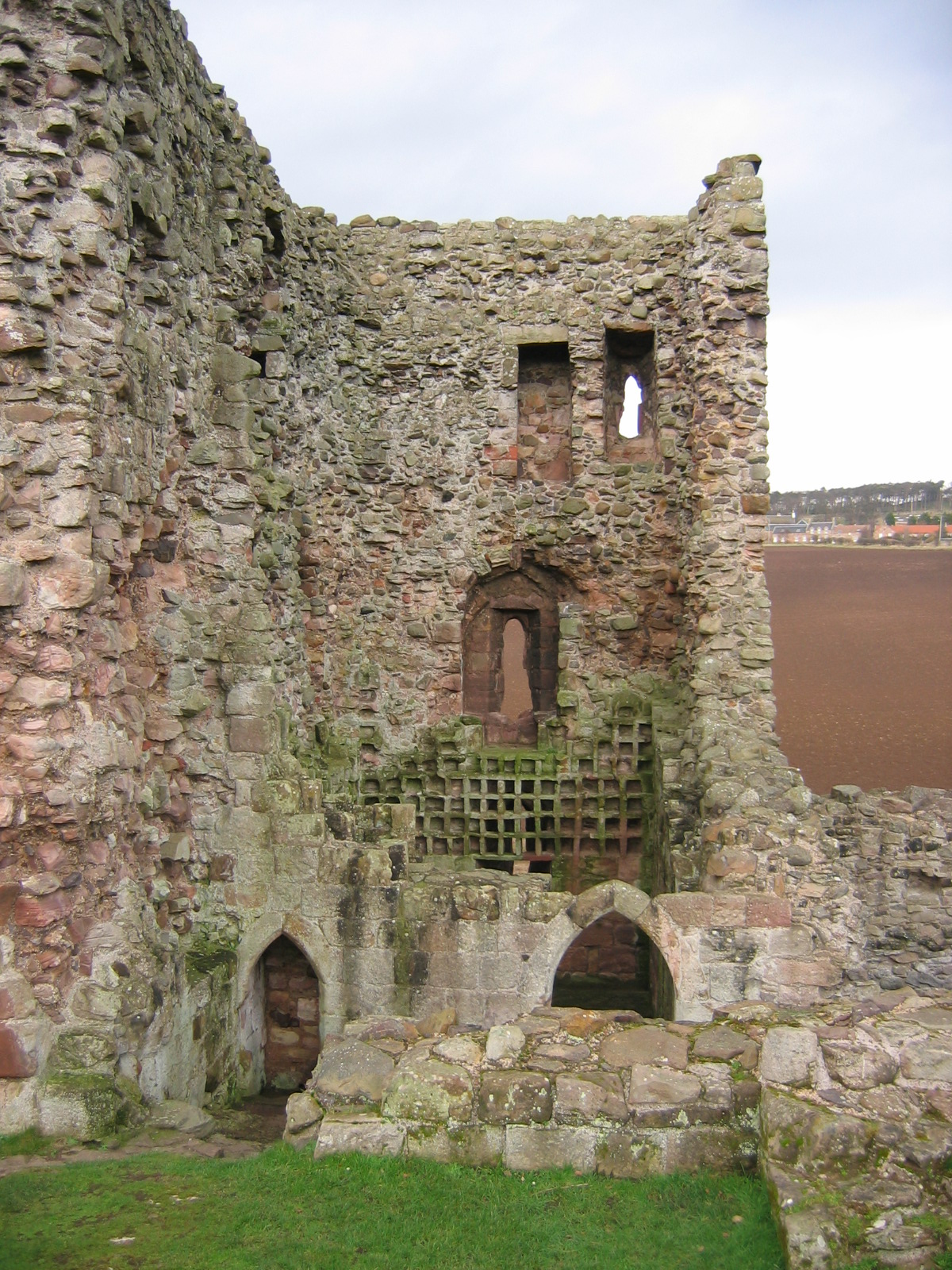
Ostturm von Hailes Castle

Im Jahre 1400 widerstand die Burg einem Angriff von Harry 'Hotspur' Percy, der sich mit dem Earl of March verbündet hatte. Die Angreifer wurden später bei einem Gegenangriff unter der Führung von Archibald Douglas, Master of Douglas, besiegt. Einem erfolgreichen Angriff von Archibald Dunbar 1443 folgte ein Massaker an den Bewohnern der Burg.
Im Juli 1547, während des Rough Wooing, wurde John Lord Borthwick zum Halter von „Ort und Festung von Halis“ gemacht. Er schaffte es, sie „sicher gegen unsere alten Feinde von England und alle anderen“ zu halten. Er erklärte sich nur damit einverstanden, das Haus Regent Arran zu überlassen und nicht Lord Bothwell oder irgendjemand anderem mit dem Namen Hepburn. Im Falle, dass die Engländer kämen, versprach Regent Arran, 24 Reiter zu schicken, die die Burg verteidigten. Nach der Schlacht bei Pinkie Cleugh, nahm Lord Grey of Wilton sie für die Engländer ein.
1567 beherbergte James Hepburn, 4. Earl of Bothwell, Maria Stuart auf Hailes Castle. Alle seine Ländereien einschließlich Hailes Castle verwirkte er später an die schottische Krone.
Oliver Cromwell ließ 1650, nach der Schlacht bei Dunbar, das Gebäude teilweise schleifen. Später gelangte die Burg in die Hände der Stewarts, der Setons und schließlich im Jahre 1700 in die der Dalrymples von Hailes. Mitte des 19. Jahrhunderts diente die Burg als Getreidespeicher, als Sir David Dalrymple, der von den ruhigeren Zeiten profitierte, mit seiner Familie in das Landhaus Newhailes House umzog.

## Beschreibung

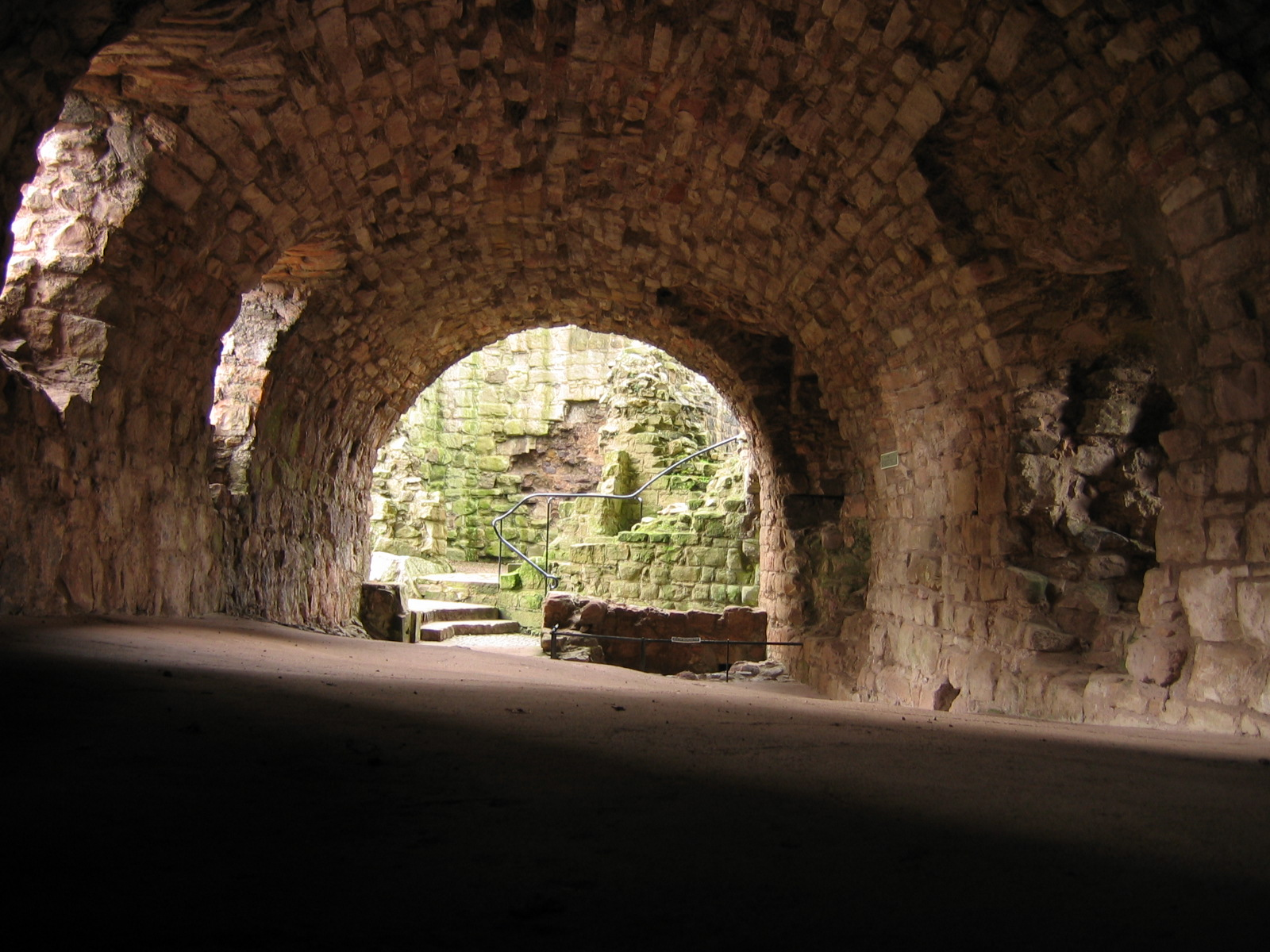
Der Gewölbekeller unter dem Flügel aus dem 15. Jahrhundert

Die Burgruine steht auf einem Felsvorsprung über dem schottischen Tyne und blockiert damit diesen strategisch wichtigen Weg und beherrscht die Route nach Edinburgh. Innerhalb der Kurtine aus dem 13. Jahrhundert befindet sich der Donjon aus dem 14. Jahrhundert, an den in den folgenden beiden Jahrhunderten Flügel angebaut wurden. Das größte erhaltene Gebäude ist der Westturm, ein Donjon mit quadratischem Grundriss, der die Überreste des Mittelturms, den die Gourlays erbauen ließen, winzig erscheinen lässt, vermutlich ein Nachbau aus dem 16. Jahrhundert. Arbeiten aus dem 15. Jahrhundert enthält eine Kammer ohne Dach. Darin legen es die Überreste eines Tabernakels und einer Piscina nahe, das dies eher eine Kapelle war als eine Halle. Im gewölbten Erdgeschoss finden sich auch ein Backhaus und Brauhaus aus dieser Zeit. Der ursprüngliche Turm diente als Taubenhaus, nachdem er nicht mehr bewohnt wurde. Vom Ostturm ist nur ein Finger des Mauerwerks erhalten.
Hailes Castle gilt als Scheduled Monument.